# Royères
Royères, okzitanisch Roïéra, ist eine französische Gemeinde in der Region Nouvelle-Aquitaine, im Département Haute-Vienne, im Arrondissement Limoges und im Kanton Saint-Léonard-de-Noblat.
In Royères liegt der tiefste Punkt des Kantons Saint-Léonard-de-Noblat. Die Nachbargemeinden sind Saint-Priest-Taurion im Nordwesten, Le Châtenet-en-Dognon im Nordosten, Saint-Léonard-de-Noblat im Osten, La Geneytouse im Südosten, Aureil im Südwesten und Saint-Just-le-Martel im Westen.
Durch die Ortschaft fließt die Vienne. Auf der nördlichen Seite verläuft parallel die Eisenbahnstrecke Le Palais-sur-Vienne–Meymac mit einer Haltestelle in Royères.

## Geschichte
Die Ortschaft hieß während der Französischen Revolution Royères-la-Montagne.

### Bevölkerungsentwicklung
| Jahr      | 1962 | 1968 | 1975 | 1982 | 1990 | 1999 | 2008 | 2013 |
| --------- | ---- | ---- | ---- | ---- | ---- | ---- | ---- | ---- |
| Einwohner | 604  | 546  | 576  | 779  | 855  | 795  | 834  | 820  |